# Серафимовское кладбище
Серафи́мовское кладбище — кладбище в Санкт-Петербурге около метро «Старая деревня». В настоящее время кладбище имеет площадь около 59 гектаров и является полузакрытым. Ограниченные новые захоронения производятся, в основном, в восточной части и около храма.

## История
В конце XIX века район Чёрной речки был окраиной Санкт-Петербурга. В этой местности селились крестьяне и люди, которые приехали в город на заработки. Вместе с быстрым ростом населения росло и число умерших. Существовавшие Новодеревенское и Благовещенское кладбища оказались переполнены. Поэтому в 1903 году было принято решение выделить землю под новые захоронения.
Первое захоронение на нём состоялось уже в 1905 году. Серафимовское кладбище было местом захоронения для бедных людей. На нём хоронили деревенскую бедноту, солдат и матросов, погибших и умерших в Первую мировую войну.
На месте будущего кладбища построили деревянную церковь, освящённую во имя Святого Серафима Саровского.

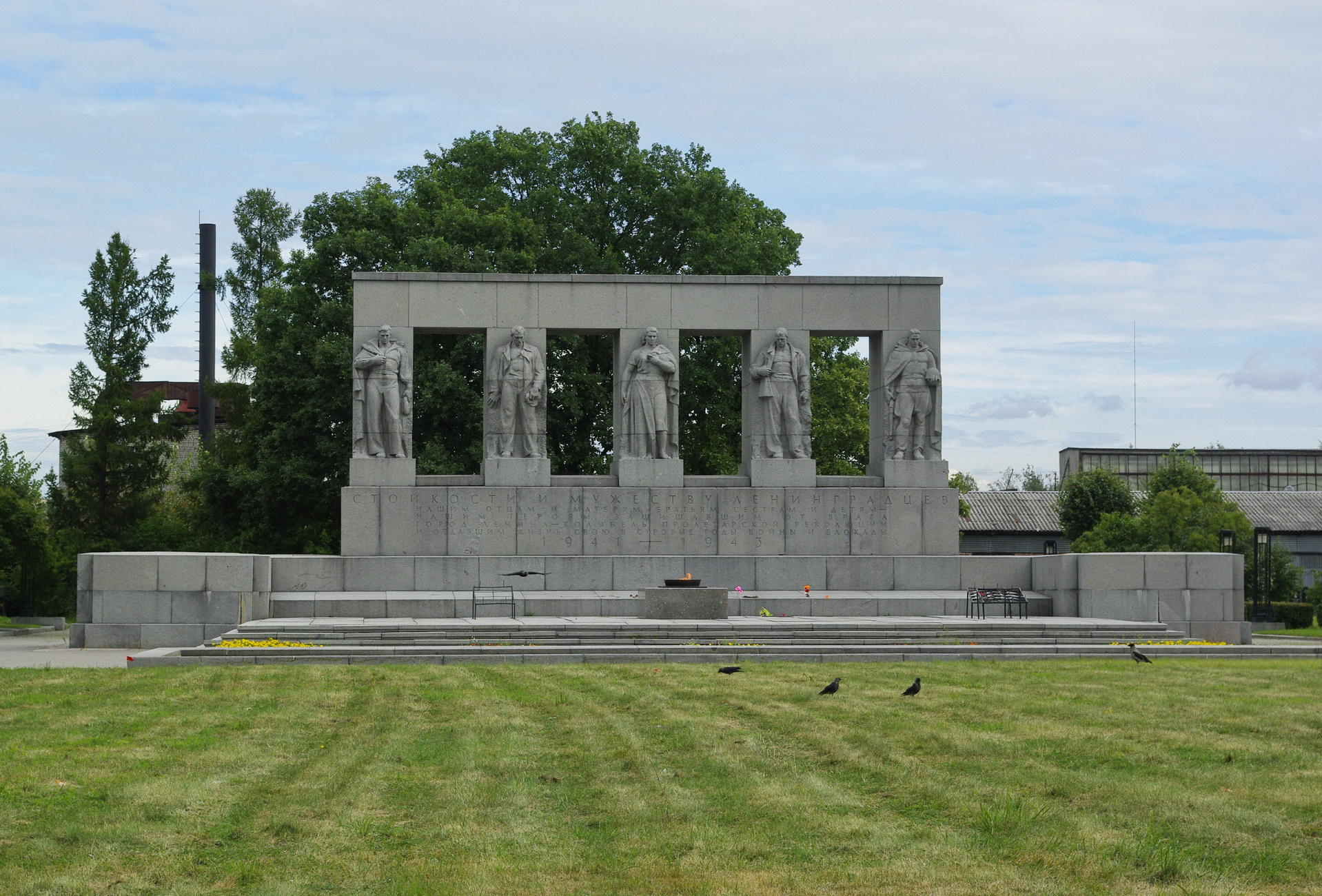
Мемориальный комплекс на братских могилах жителей и защитников Ленинграда, погибших во время блокады 1941—1944 годов

Во время Великой Отечественной войны кладбище было местом массового захоронения ленинградцев, погибших и умерших во время блокады Ленинграда. В 1941—1944 гг. здесь было похоронено более 100 тысяч человек.
На протяжении ещё двух десятилетий после войны на Серафимовском кладбище активно проводились захоронения. Были выделены дополнительные территории — район современных Ясеневых и Вязовых аллей.
27 января 1965 года на месте 16 братских могил был открыт мемориальный комплекс по проекту архитектора Я. Н. Лукина со скульптурным оформлением, выполненным группой молодых скульпторов под руководством Р. К. Таурита. В его центре — четырёхпролётный портик из серого гранита. На фоне мощных пилонов стоят скульптуры, изображающие защитников и жителей блокадного Ленинграда. Перед портиком горит Вечный огонь, принесённый сюда с Пискарёвского мемориального кладбища.
В 1995 году открыт памятник «Воинам-интернационалистам, погибшим в Афганистане» (скульптор Е. Н. Ротанов).
6 мая 2000 года освящена каменная часовня вмч. Георгия Победоносца, выстроенная Союзом ветеранов войны в Афганистане.
В 2003 году открыт Мемориал памяти АПРК «Курск» архитектора Г. С. Пейчева.

## Церковь Серафима Саровского

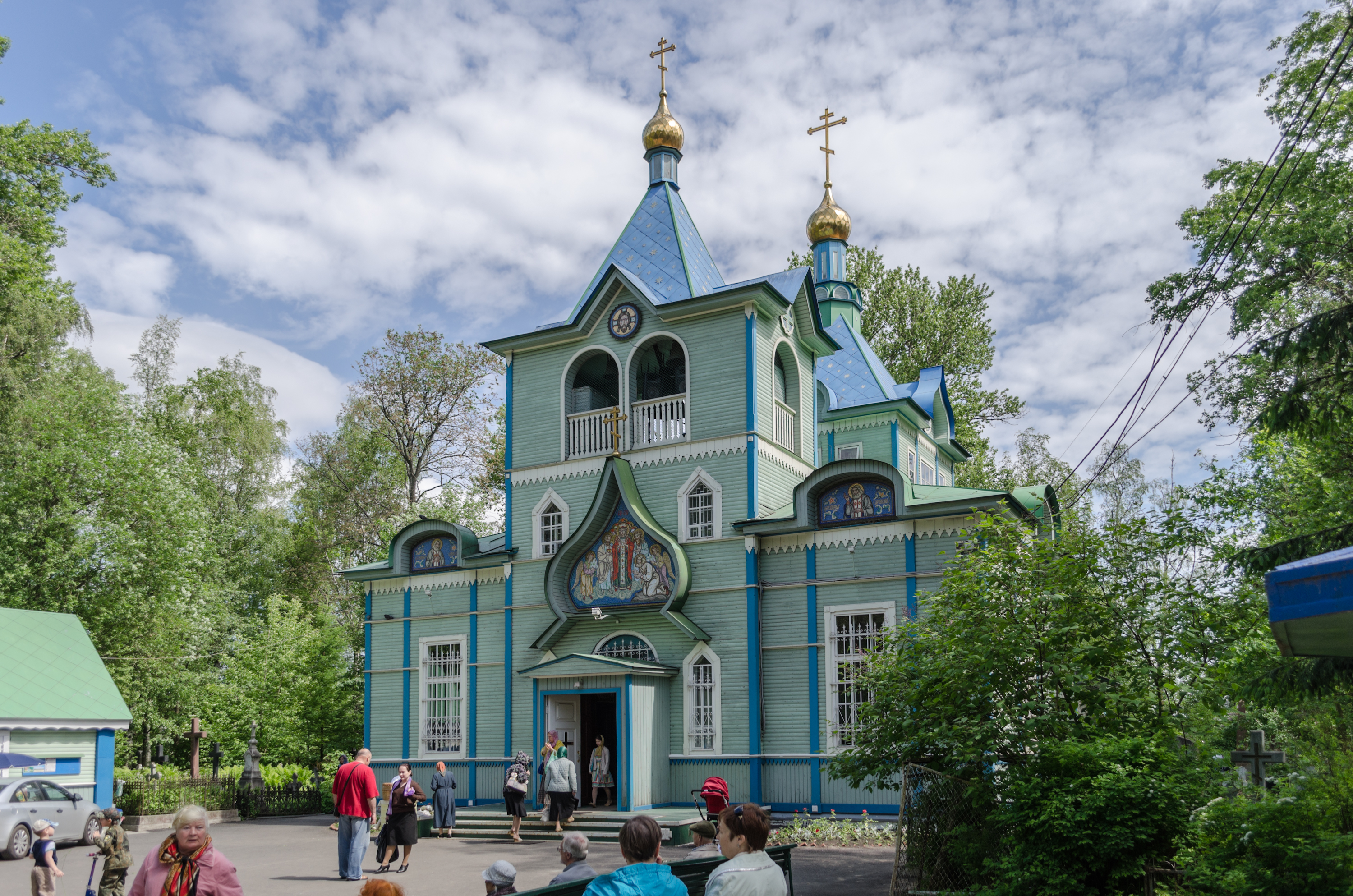

После принятия решения об организации кладбища было начато строительство кладбищенской церкви. Работы велись под руководством епархиального архитектора Н. Н. Никонова. Закладка храма была произведена 25 июля 1906 года, а к концу октября здание было уже построено. 1 марта 1907 года оно было освящено во имя Святого Серафима Саровского. Кладбище получило название по названию церкви.

## Часовня св. вмч. Георгия Победоносца
Часовня во имя святого великомученика Георгия Победоносца была заложена в день 10-летия вывода советских войск из Афганистана, 15 февраля 1999 года. Закладку первого камня освятил настоятель протоиерей Василий Ермаков. Построена в том же году, ко Дню Воздушно-десантных войск 2 августа. Часовня окормляется причтом Серафимовского храма. Богослужения проводятся по субботам, воскресеньям и праздничным дням. Находится на кладбище недалеко от входа со стороны Богатырского проспекта.

## Захоронения
В настоящее время Серафимовское кладбище считается военно-мемориальным. В основном, на нём хоронят военнослужащих, погибших при выполнении воинского долга.
Братские захоронения
- погибших и умерших во время блокады,
- воинов-интернационалистов, погибших в Афганистане в 1979—1989 годах,
- пожарных, в том числе погибших при тушении пожара в гостинице «Ленинград» 23 февраля 1991 года,
- военных моряков-тихоокеанцев, погибших при выполнении служебного долга 7 февраля 1981 года (см. Авиакатастрофа под Ленинградом 7 февраля 1981 года),
- моряков теплохода «Механик Тарасов», погибших в Атлантическом океане 16 февраля 1982 года,
- ленинградских альпинистов, погибших на Памире 13 июля 1990 года[10][11][12],
- погибших пассажиров и членов экипажа в Катастрофе A321 на Синайским полуостровом 31 октября 2015 года (см. Катастрофа A321 над Синайским полуостровом),
- моряков теплохода «Полесск», погибших 17 сентября 1993 года,
- моряков атомной подводной лодки «Курск», погибших 12 августа 2000 года.
- моряков научно-исследовательского глубоководного аппарата АС-12 ВМФ России, погибших 1 июля 2019 года, похороненных 6 июля 2019 года[13][14][15].

На кладбище также похоронены учёные, архитекторы, художники, артисты.
.

## Галерея

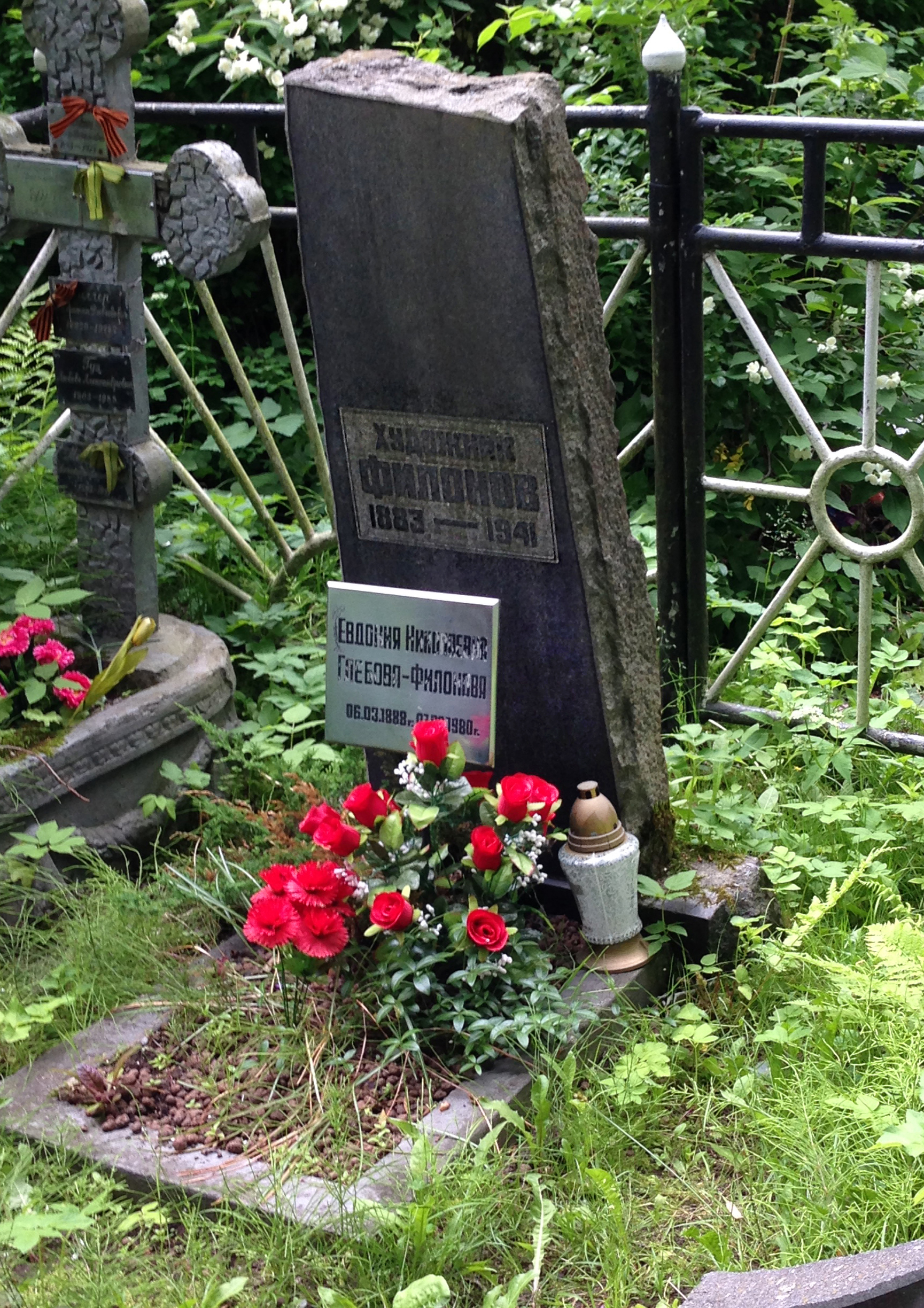
Могила П. Н. Филонова
Могила П. П. Кадочникова
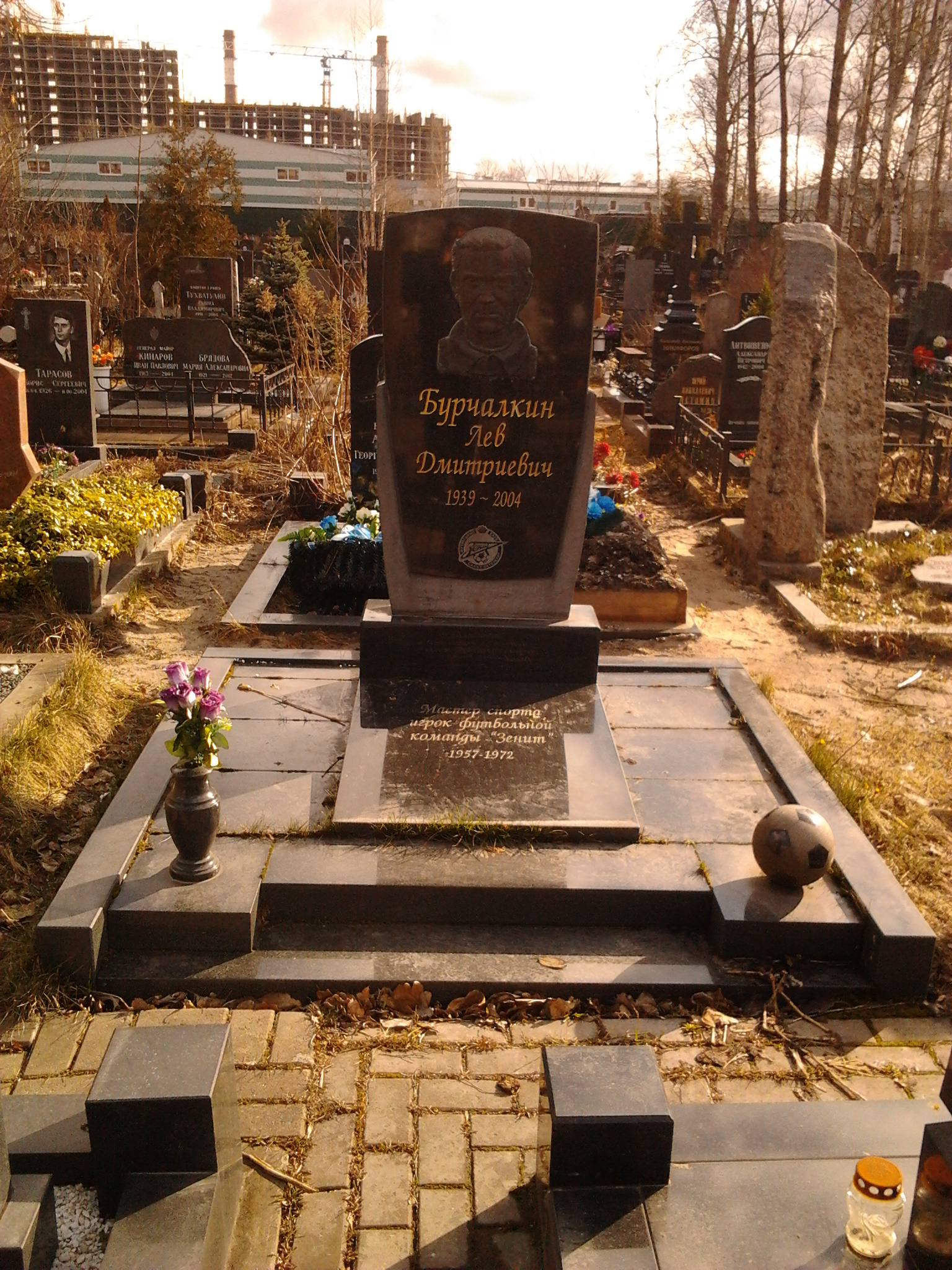
Могила Л. Д. Бурчалкина
Могила М. С. Светина
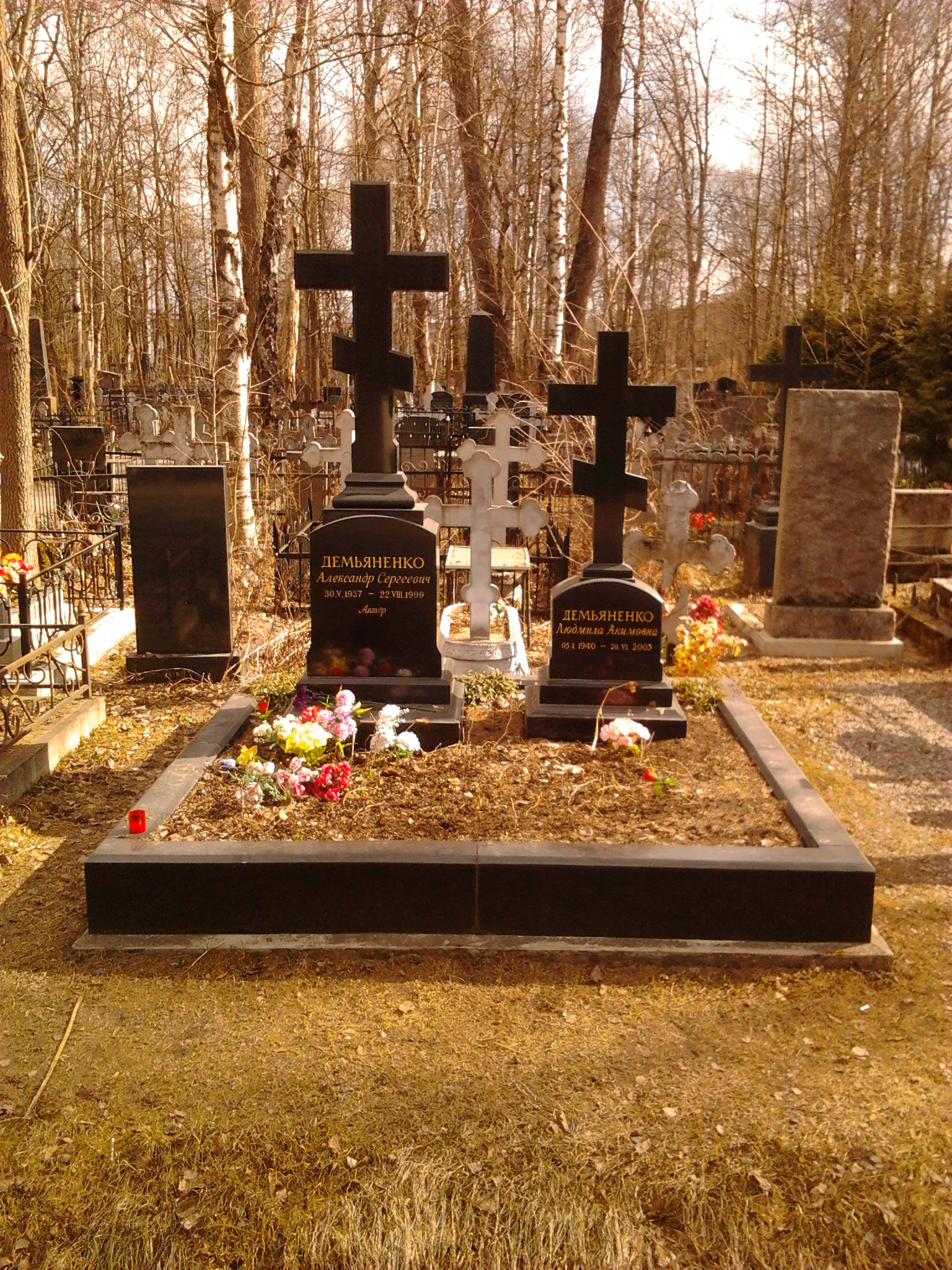
Могила А. С. Демьяненко
Могила командира «Курска» Г. П. Лячина
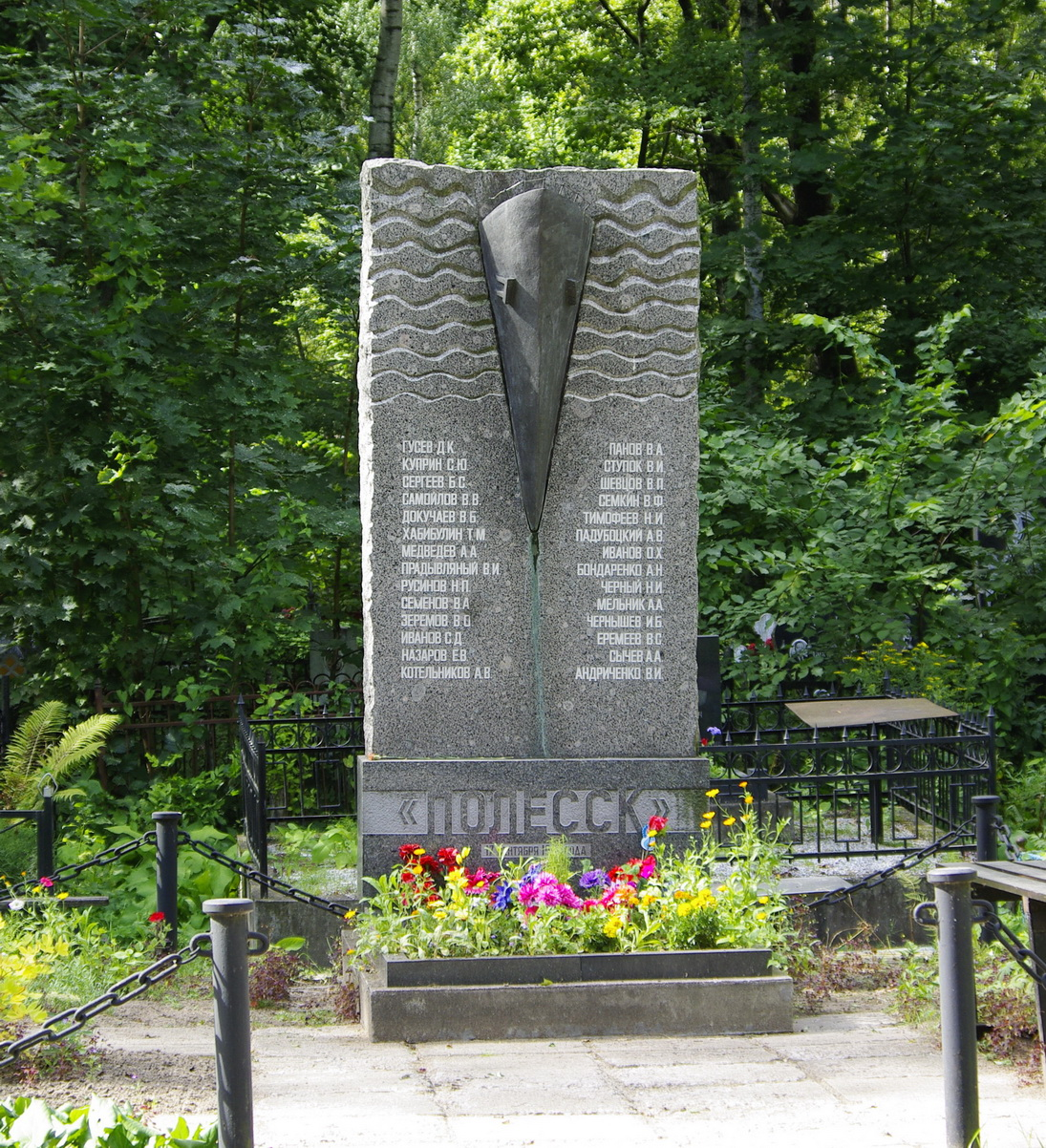
Памятник морякам теплохода «Полесск»
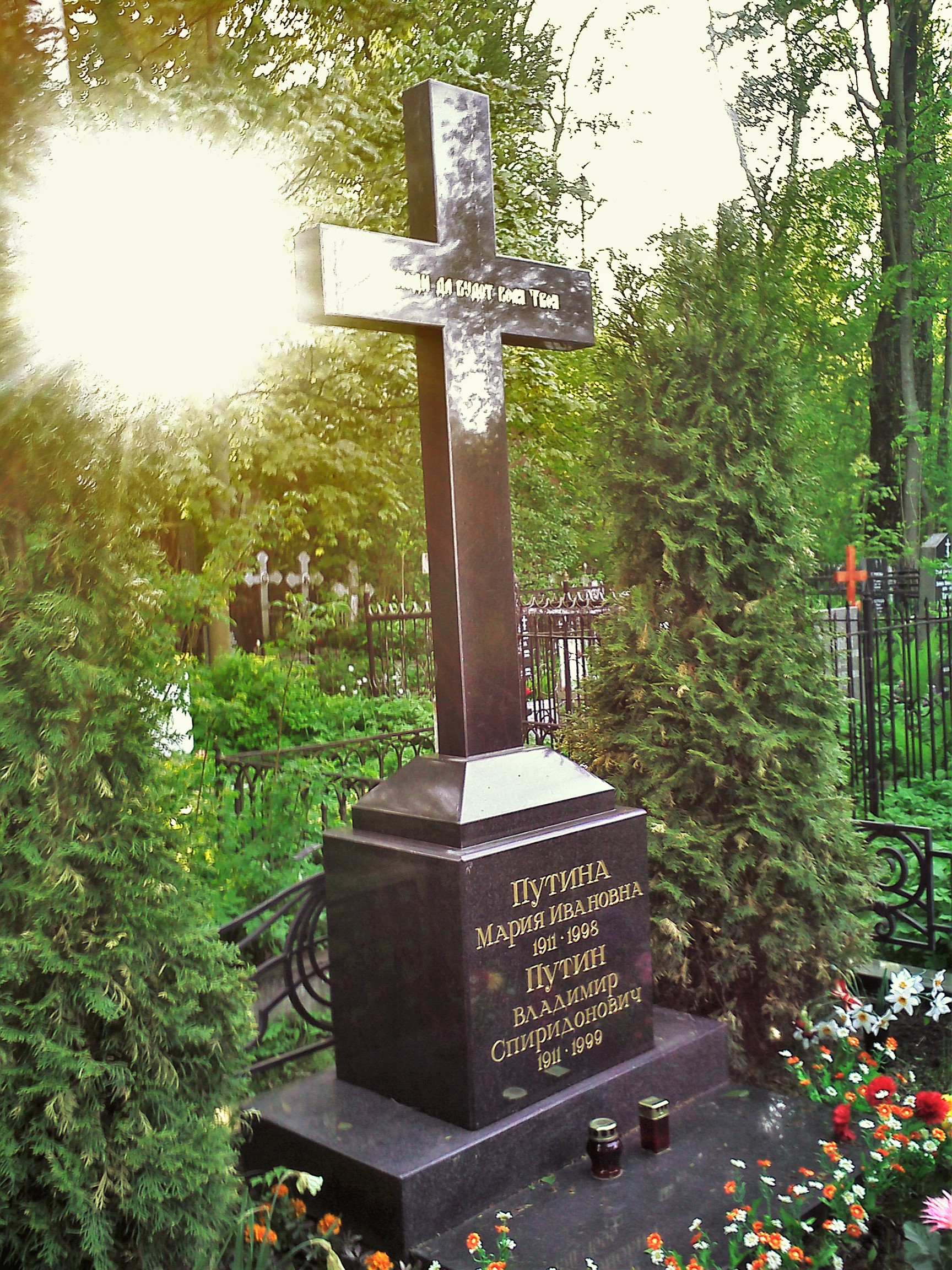
Могила родителей В. В. Путина
Могила вице-адмирала А. И. Павлова